# روتشستر (نيويورك)
روتشستر هي مدينة في مقاطعة مونرو بنيويورك، وهي أيضًا عاصمة مقاطعة مونرو، كانت تعرف باسم مدينة دقيق، يبلغ سكان مدينة روتشستر وفقا لتعداد عام 2010(210565) نسمة، مما يجعلها ثالث مدينة في نيويورك الأكثر اكتظاظا بالسكان بعد مدينة نيويورك ومدينة بوفالو.
روتشستر من مدن الأمريكية المزدهرة، برزت في البداية كموقع لمطاحن الدقيق الذي تقع على نهر جينيسي، ثم كمركز الصناعية الكبرى. والآن أصبحت المدينة مركز دولي للتعليم العالي، وكذلك الطبية والتنمية التكنولوجية. يوجد في المدينة جامعات كثيرة منها جامعة روتشستر ومعهد روتشستر للتكنولوجيا، وتشتهر على المستوى الوطني لبرامجها البحثية. وبالإضافة إلى ذلك، كان روتشستر ولا يزال موقع الاختراعات والابتكارات كثيرة ومهمة في المنتجات الاستهلاكية. مدينة روتشستر حاليا موطنا لشركات مثل كوداك، بوش ولومب، زيروكس. منطقة العاصمة روتشستر هي ثاني أكبر اقتصاد الإقليمي في ولاية نيويورك الأمريكية وفقا لدائرة الإيرادات الداخلية، بعد منطقة نيويورك متروبوليتان سيتي.
وجاء في المركز السادس باسم «المدينة الأكثر ملاءمة للعيش» من بين 379 المناطق الحضرية الولايات المتحدة في الطبعة 25 (2007) للأماكن تقييمه التقويم.

## الجغرافيا
يقع المدينة في مقاطعة مونرو في ولاية نيويورك، يبلغ مساحة إجمالية قدرها 37.1 ميل مربع (96 كم 2)، ومساحة الأرض 35,8 ميل مربع (93 كم 2)، ويبلغ مساحة الماء حوالي 1.3 أميال مربعة (3.4 كم 2)، بنسبة 3.42٪)، يحدها من شمال شرق مدينة بوفالو ومن الغرب مدينة سيراكيوز، ومن الجنوب الشرقي مدينة نيويورك، ويمر على المدينة نهر جينيسي.
تم تشكيل الجغرافيا روتشستر من الصفائح الجليدية خلال العصر الجليدي، مما أدى إلى تشكل بحيرة أونتاريو (من البحيرات الكبرى العذبة التي تقع في شمال شرق أمريكا الشمالية)، ونهر جينيسي، وخليج أرونديكويت، وخليج سودوس، وخليج برادوك، المصدر الرئيسي للمياه هو بحيرة الشوكران .

## المناخ
يبلغ المتوسط السنوي لتساقط الثلوج 95.0 بوصة (241 سم). 20) درجة حرارة المدينة في شهر يوليو هو 71.3 °F (21.8 °C) ودرجة حرارة الوسط في شهر فبراير هو 23.6 °F (-4.7 °C).
تقع المدينة في المناخ القاري الرطب، تكون المدينة في أشهر الشتاء باردة ويسقط كثير من الثلوج، وتتميز أوراق الشجر في فصل الخريف بألوانها الرائعة، تتميز المدينة بهطول أمطار وفيرة على مدار السنة.

## الشركات
يوجد العديد من الشركات لديها مقر الشركة في روتشستر منها:
1. ايستمان كوداك ـ طباعة والتصوير الفوتوغرافي
2. جينيسي بريوينج ـ بيرة
3. شركة غليسون ـ الشركة المصنعة للمعدات
4. شركة خصائص الرئيسية ـ شركة العقارات
5. مونرو الخمار الفرامل ـ سلسلة الرعاية السيارات
6. شركة روتشستر ميدلاند ـ تصنيع المواد الكيميائية
7. روهرباتش بروينج ـ ميكروبريويري

## الضواحي الرئيسية
ضواحي المدينة وتشمل: برايتون، بروكبورت والتشيلي وتشورتشفيل، روتشستر الشرقية، فيربورت، غيتس، اليونان، هاملين، هنريتا، هيلتون، وشلالات هونيوي، ارونديكويت، ميندون، أوغدن، بارما، بنفيلد، بيتسفورد، ريغا، راش، سكوتسفيل، سبينسيربورت، ويبستر، فيكتور، ويتلاند.

## جنوب الوتد
يعود تاريخ حي جنوب الوتد إلى 1827، قبل أن تكون روتشستر مدينة. ويحد المنطقة من قبل الشارع بايرون في شمال وجنوب شارع كلينتون والطريق السريع 490 في هايلاند بارك في الشرق ونهر جينيسي على الغرب. جلبت بناء قناة إيري العمال إلى المنطقة، الذي قام بإعداد معسكرات للأشهر التي اتخذتها لإكمال هذا الجزء من القناة. وهذا حي هو واحد من الأحياء في روتشستر الذي يخضع حاليا لعملية التحسين جزئيا بسبب الزيادة الأخيرة في تملك المنازل في المنطقة.

## المشاهير
1. ريتشارد دبليو ران ـ الخبير الاقتصادي
2. ناثانيل روتشستر ـ مؤسس المدينة
3. جون ويسلي باول ـ جيولوجي
4. ديفيد هايزJ ـ نائب وزير الداخلية
5. دانيال ميرون وفيفر ـ صانع بندقية أمريكية ومخترع بندقية هاميرليس
6. جون صموئيل رويل ـ مخترع الزراعية والصناعات التحويلية

## معرض صور

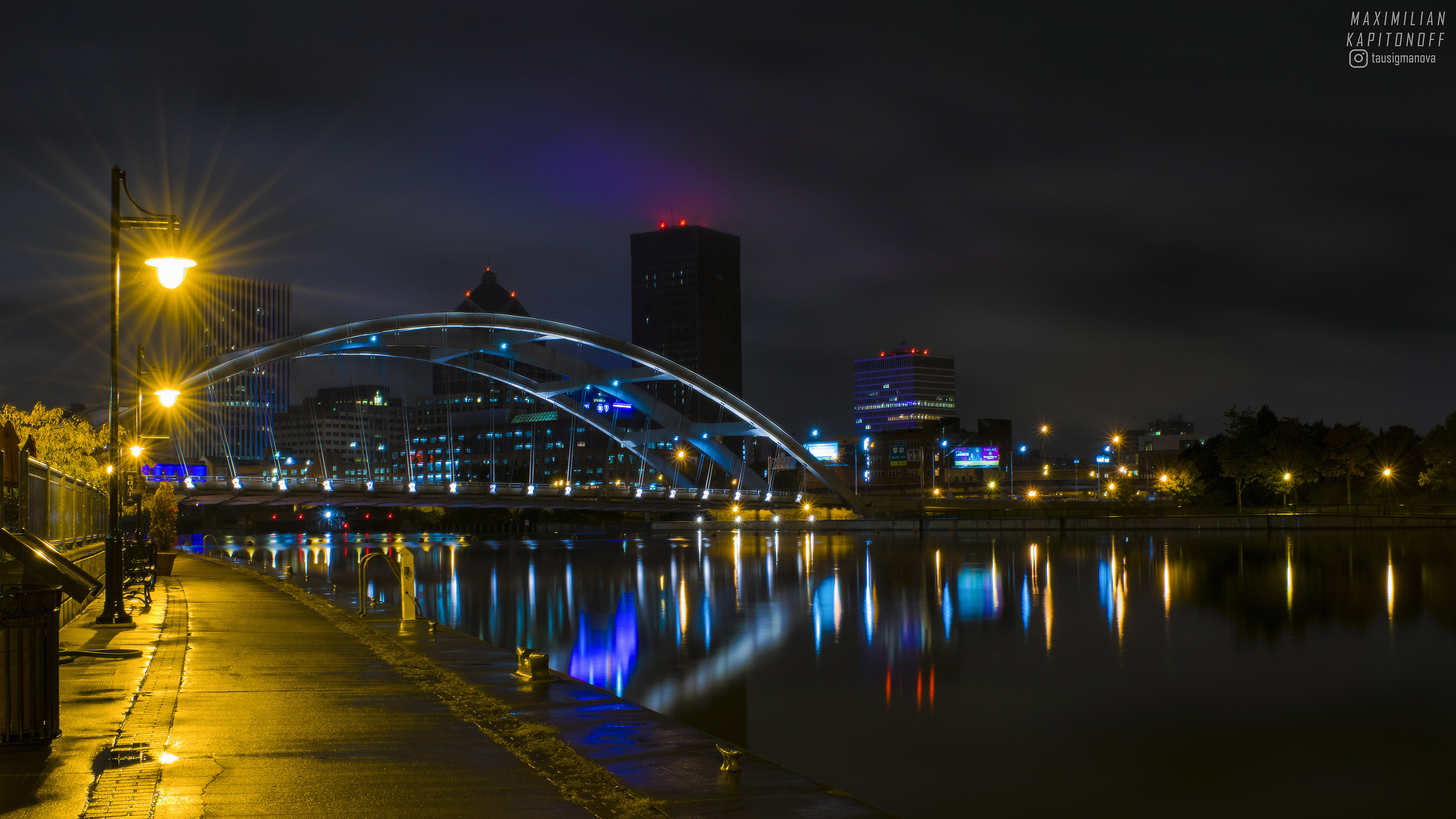
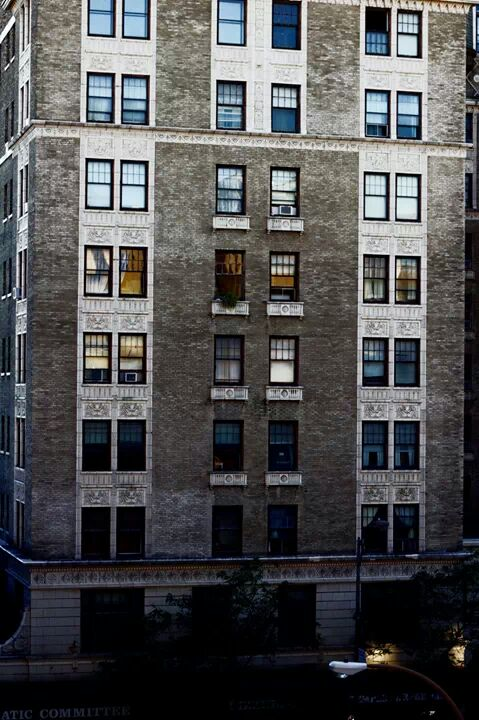
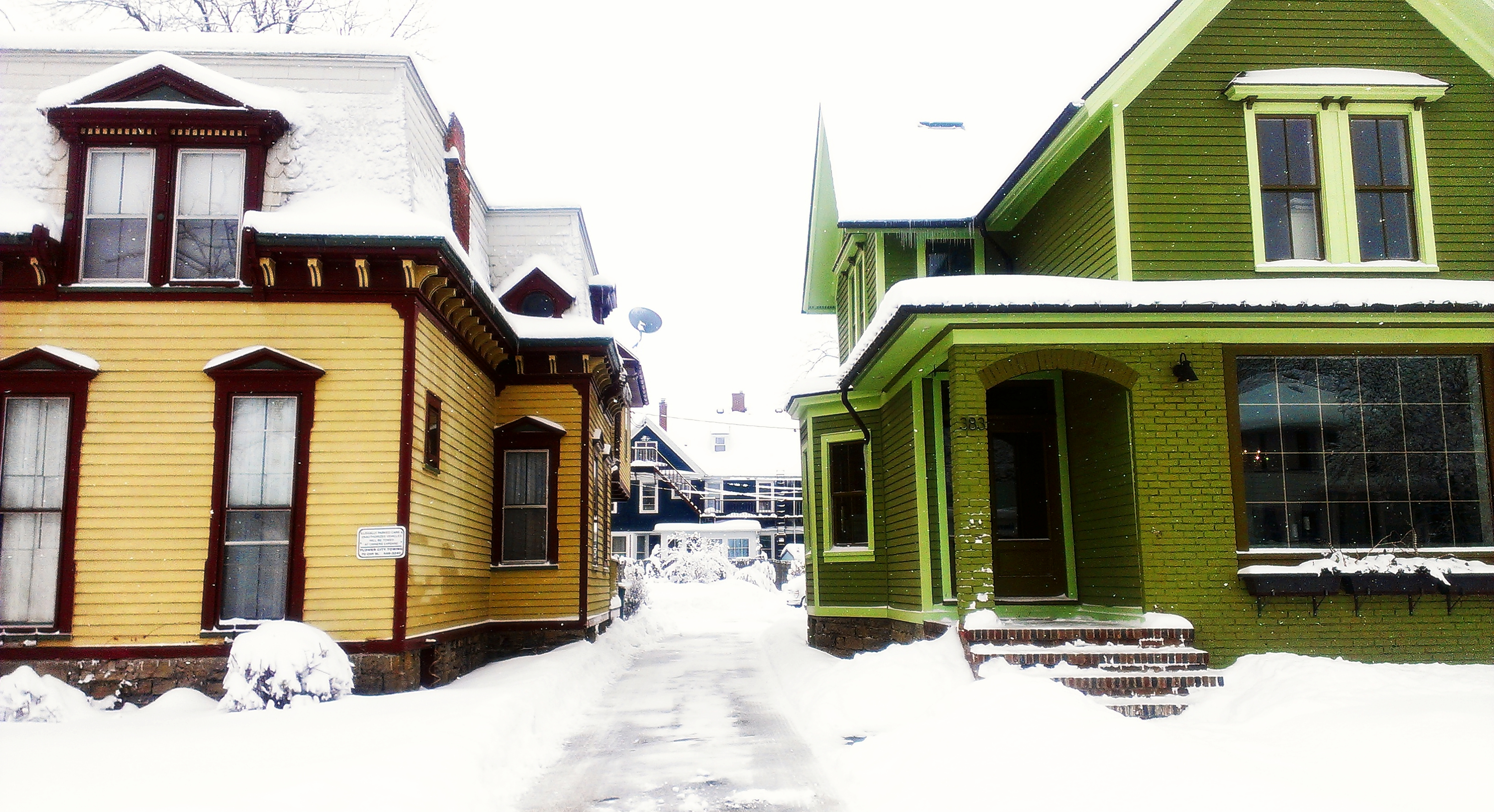
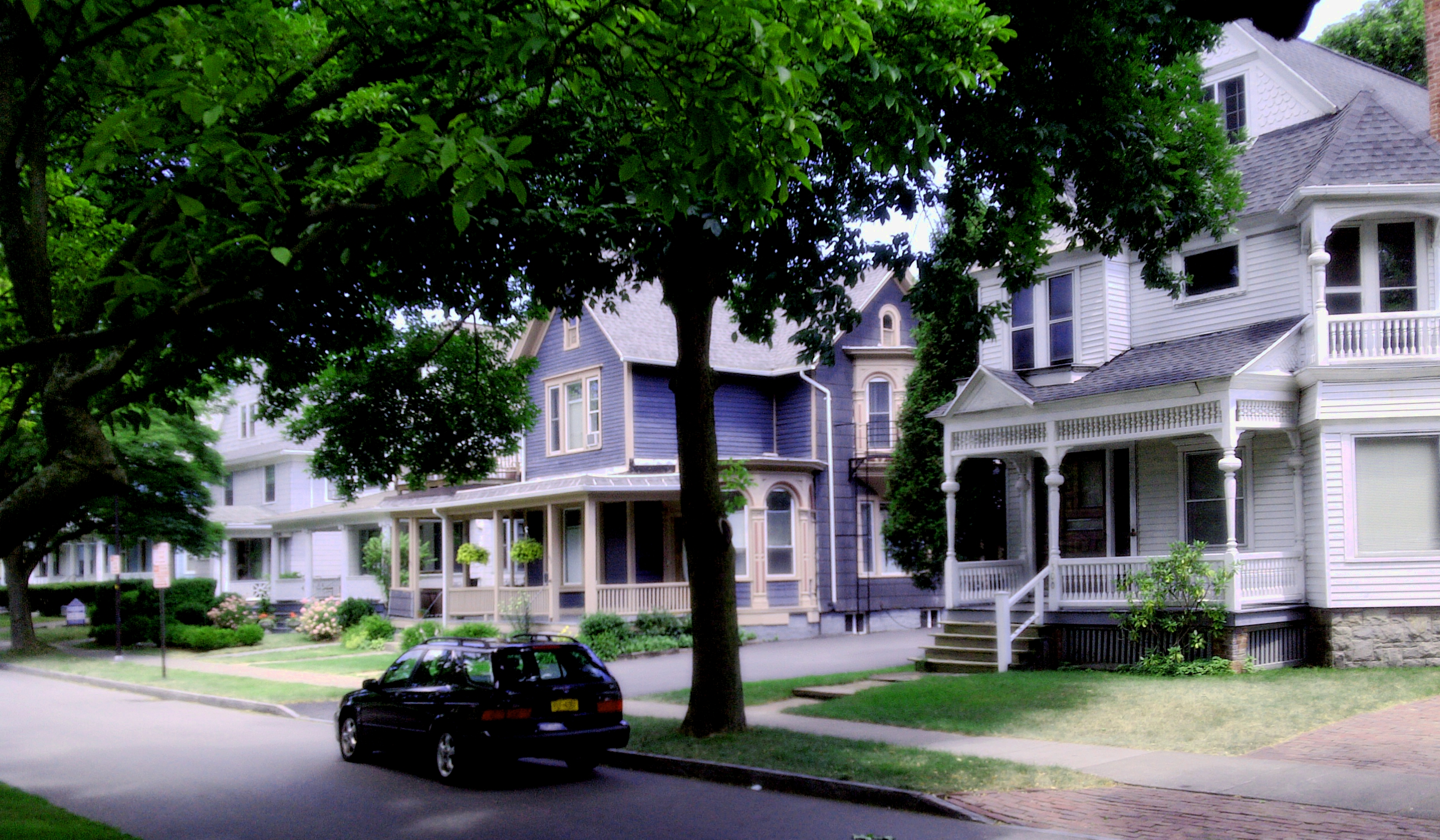
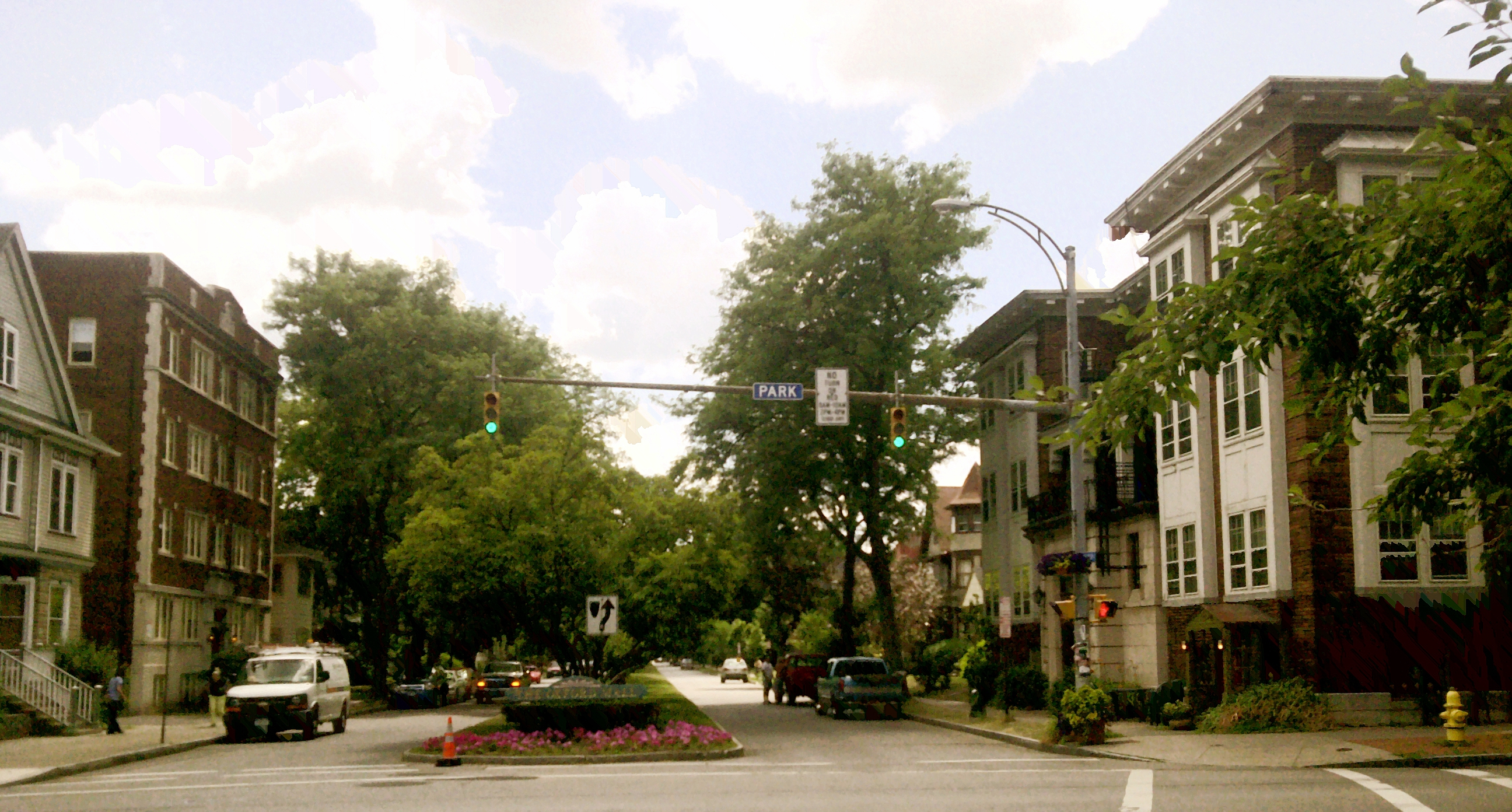
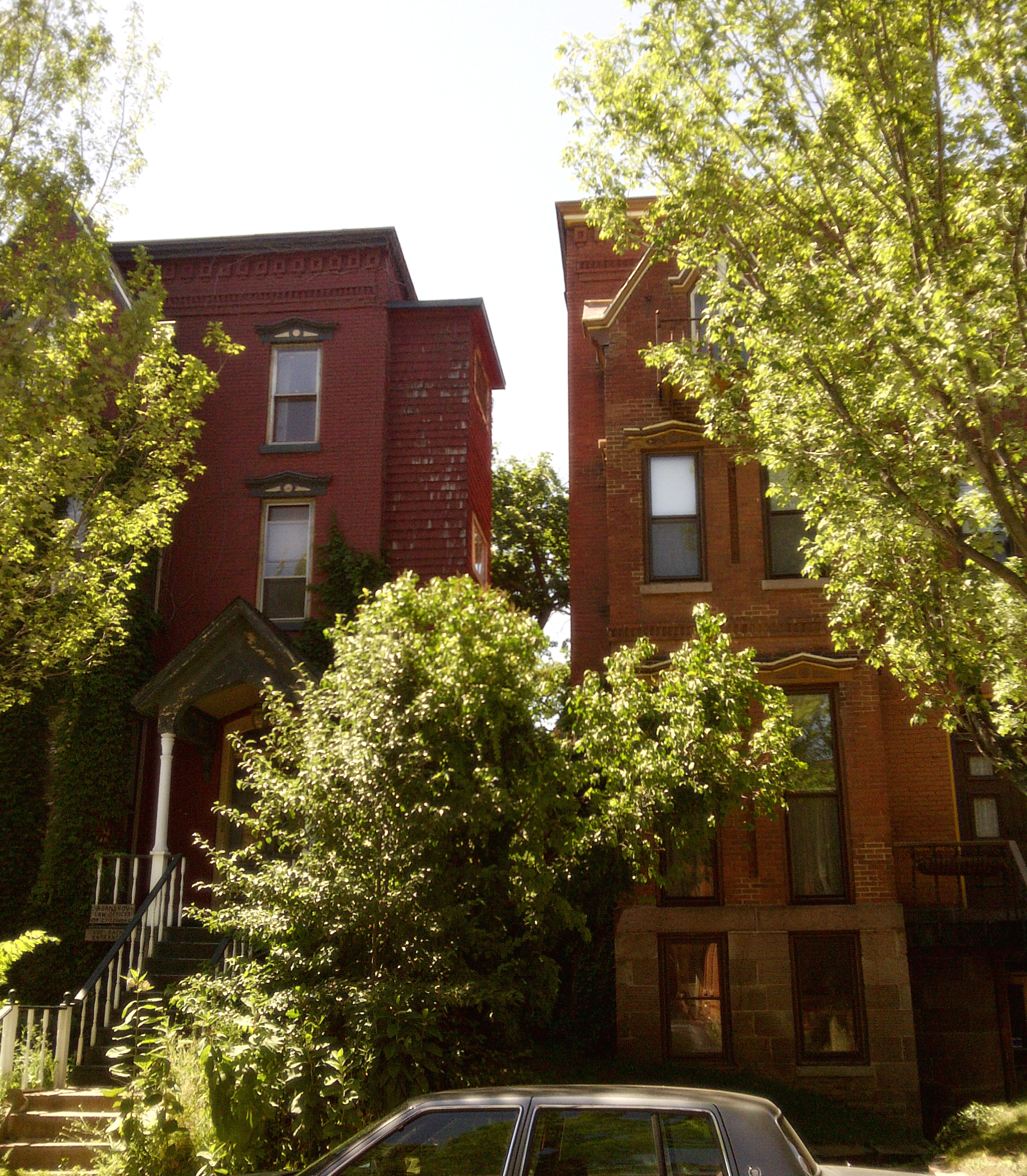